# Bernard Bioulac
Bernard Bioulac est un homme politique français né le 24 août 1941 à Conflans-Sainte-Honorine dans les Yvelines (à l'époque en Seine-et-Oise). Il est neurobiologiste et a exercé les fonctions de directeur scientifique adjoint du CNRS, responsable du secteur des neurosciences et a également dirigé l'Institut des neurosciences de Bordeaux (IFR8). Depuis 2009 il est directeur de l'ITMO neurosciences (Institut thématique multi-organismes).

## Ancien mandat national
Du 23 juin 1988 au 1er avril 1993, ce professeur agrégé de médecine a été élu député de la première circonscription de la Dordogne.
Il est affilié au Parti socialiste.

## Anciens mandats locaux
Conseiller général du canton de Bussière-Badil de 1980 à 1996, il a assuré la présidence du conseil général de la Dordogne de 1982 à 1992 : en tant que président du conseil général, il a été reconnu responsable dans l'affaire du comité d'expansion du département de la Dordogne de 1992. Il est condamné à six mois de prison avec sursis assorti de cinq ans d'inéligibilité.
Il est le maire de Saint-Barthélemy-de-Bussière de 1983 à 1995 et de 2008 à 2020.